# Unidad Deportiva El Salitre
Más conocido como Villa Olímpica, es un complejo deportivo ubicado en el Parque Metropolitano Simón Bolívar y es conocido por las siglas UDS. Está dotado de instalaciones para la práctica de una amplia variedad de deportes, tanto de salón y como de campo. Se encuentra ubicado sobre la Avenida 68 y está a cargo del Distrito Capital de Bogotá.

## Instalaciones deportivas
Entre la infraestructuras más importantes se encuentra el velódromo "Luis Carlos Galán Sarmiento" sede del pasado Campeonato Mundial de Ciclismo en Pista 1995 de la Unión Ciclista Internacional (UCI).
Igualmente cuenta con el Coliseo El Salitre, cancha de baloncesto con capacidad para 5000 espectadores que alberga torneos nacionales e internacionales y se constituye en el complejo deportivo bajo techo más importante de la ciudad, después de la reforma del Coliseo Cubierto El Campín para convertirse en el Movistar Arena. Además en sus predios se ubica una pista de bicicrós Pista Mario Andres Soto y el Diamante de Béisbol Hermes Barros Cabas.
Este complejo es sede de numerosas ligas deportivas de la ciudad con sus respectivos campos de entrenamiento. Cuenta con una bolera pública y senderos que se conectan mediante un puente peatonal sobre la Avenida 68 con el Parque Central Simón Bolívar.

## Eventos realizados
La Unidad deportiva fue sede en el 2009, del XXVIII campeonato Suramericano de Voleibol Masculino-Mayores. Además de ser sede en el 2010, del Panamericano de Sóftbol Femenino Sub-18. Evento en el cual asistieron con la participación de trece países y fue parte del Festival anual de Verano que se realiza en la ciudad de Bogotá.